# The Oscar Peterson Trio at the Stratford Shakepearean Festival

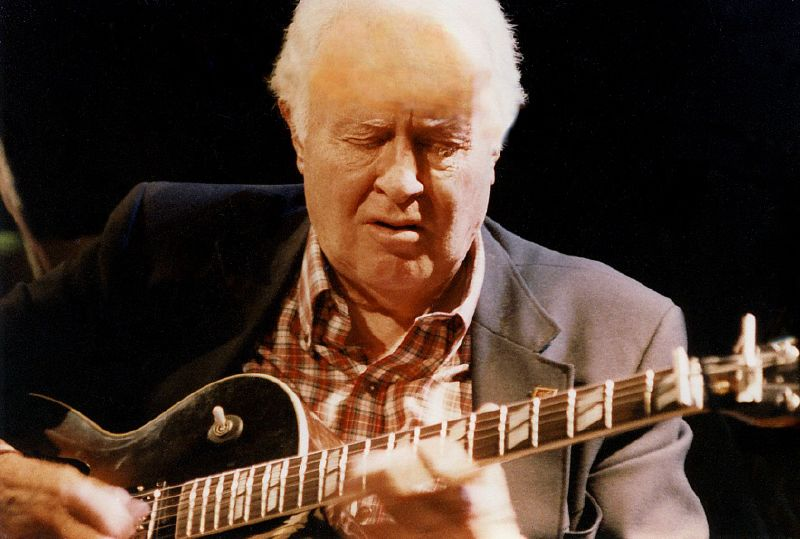
Herb Ellis

The Oscar Peterson Trio at the Stratford Shakespearean Festival ist ein Jazz-Album des Oscar-Peterson-Trios mit Ray Brown und Herb Ellis, das am 8. August 1956 in Ontario auf dem Stratford Shakespearean Festival mitgeschnitten wurde und auf Verve Records erschien. Die Spielzeit der 1993 erschienenen CD wurde gegenüber der LP mit vier zuvor unveröffentlichten Mitschnitten vom Konzert auf über das Doppelte erweitert.

## Die Musik des Albums
Neben seinen zahlreichen Verpflichtungen im Rahmen der Jazz-at-the-Philharmonic-Tourneen begann Peterson Anfang der 1950er Jahre mit der Triobesetzung Piano/Gitarre/Bass zu arbeiten, zunächst mit Barney Kessel und gelegentlich zum Quartett mit Schlagzeug ergänzt. Das Oscar Peterson Trio mit Herb Ellis und Ray Brown gehörte damals zu den wenigen schlagzeuglosen Trios, die in der Tradition des Nat Cole-Trios (mit Gitarrist Oscar Moore und Bassist Johnny Miller) bzw. des Art-Tatum-Trios mit dem Gitarristen Tiny Grimes und dem Bassisten Slam Stewart spielten; James Isaacs weist in den Liner Notes auf die in den 1950er Jahren populären Trios von Ahmad Jamal (mit Ray Crawford an der Gitarre und Eddie Calhoun am Bass) sowie das Trio des Gitarristen Tal Farlow mit Eddie Costa und Vinnie Burke hin. Insgesamt fünf Jahre – von 1953 bis 1958 – bestand in dieser Besetzung Petersons Trio.
Die Musik, die das Trio auf dem Festival spielte, bestand aus populären Klassikern des Great American Songbook wie How High the Moon oder Rodgers und Harts Falling in Love with Love, sowie Jazzstandards wie Ellingtons Love You Madly, Monks 52nd Street Theme oder Nuages des drei Jahre zuvor verstorbenen Django Reinhardt. Hinzu kamen zwei Eigenkompositionen des Pianisten, Noreen’s Nocturne (das er für Noreen Nimmonds, Frau des Klarinettisten Phil Nimmonds geschrieben hatte) und Daisy’s Dream (benannt nach Petersons Schwester).
Im Original-Plattentext wies Oscar Peterson darauf hin, dass es ihm bei der Auswahl der Stücke und deren Arrangements darum gegangen war, die „verschiedenen instrumentellen Kombinationen und die Solisten innerhalb der Gruppe“ herauszustellen. Entscheidend wirkte bei den Aufnahmen im Kontrollraum John Lewis mit, der die Wechsel in der Balance und den Strukturen in Petersons Arrangements von vorangegangenen Sessions kannte.
Das Konzept für Ellis in Nuages war weniger Reinhardts Originaleinspielung als am Charlie-Christian-Solo in Benny Goodmans Versionen von Memories of You und Rose Room orientiert. Im kammermusikalisch arrangierten Daisy’s Dream spielte Ray Brown gestrichenen Bass. Love You Madly ist auf einem Dialog zwischen Piano und Bass aufgebaut. Im eröffnenden Chorus von Noreen’s Nocturne spielte Peterson die melodische Unabhängigkeit der drei Instrumente durch; der bekannte Standard How High the Moon bildete ein Feature für Ray Browns Solo über zwei Chorusse.

## Rezeption des Albums
Richard Cook und Brian Morton zeichneten das Album mit der zweithöchsten Bewertung aus. Anders als Tal Farlow und Nat Cole hätte die Peterson-Band nie so weit und offen gespielt. Hier nähme sich jedoch ausnahmsweise Peterson zurück und lasse die Musik fließen. Die Autoren weisen auf die Tatsache hin, dass Brown und Ellis den ganzen Nachmittag damit verbracht hatten, harmonische Varianten auszuprobieren, die sie am Abend zum Einsatz bringen könnten.
Der Kritiker Alan Zeffert bezeichnete in Jazz on Record 1917–1967 das Livealbum als beste LP der Gruppe, es sei „ein Liveauftritt, der das Beste aus der Kreativität des Trios herausholt.“
Scott Yanow bestätigte diese Ansicht im AllMusic („Essential music from a classic band“), verlieh ihm die Höchstnote und führte aus: Obwohl die Soli immer leidenschaftlich und spontan gespielt wurden, seien es die sehr komplexen Arrangements, die diese Aufnahme einzigartig machten.

## Die Titel des Albums
- The Oscar Peterson Trio at the Stratford Shakespearean Festival (Clef MGC 751 (unveröffentlicht); Verve MGV 8024 (LP), Verve 513752-2 (CD))
  1. Falling in Love with Love (Lorenz Hart, Richard Rodgers) – 6:15
  2. How About You? (Ralph Freed, Burton Lane) – 5:53
  3. Flamingo (Edmund Anderson, Ted Grouya) – 4:59
  4. Swinging on a Star (Johnny Burke, Jimmy Van Heusen) – 5:33
  5. Noreen’s Nocturne (Oscar Peterson) – 5:31
  6. Gypsy in My Soul (Clay Boland, Moe Jaffe) – 6:23
  7. Nuages (Django Reinhardt) – 5:05
  8. How High the Moon (Nancy Hamilton, Morgan Lewis) – 9:44
  9. Love You Madly (Duke Ellington) – 8:01
  10. 52nd Street Theme (Thelonious Monk) – 4:13
  11. Daisy’s Dream (Peterson) – 13:26
- Die Titel 7–11 sind Bonus-Tracks und nicht auf dem Original-Album (Verve MGV 8024) enthalten.

## Weitere Alben des Peterson-Trios mit Ellis und Brown
- Jazz At The Philharmonic, Vol. 16 (Clef) bzw. Jazz At The Philharmonic, Vol. 9 (Verve, 1953)
- Oscar Peterson Plays Vincent Youmans (Clef, 1953)
- Pastel Moods By Oscar Peterson (Verve, 1954)
- Oscar Peterson Plays Harry Warren (Clef, 1954)
- Nostalgic Memories By Oscar Peterson (Clef/Verve, 1954)
- At Zardi’s (Pablo Records, 1955)
- Oscar Peterson/In Concert (Verve, 1956)
- The Oscar Peterson Trio at the Concertgebouw (Verve, 1957)